# 十年逐梦路
《十年逐梦路》是中華人民共和國一部紀錄片，主要紀錄習近平擔任中共中央總書記頭十年期間中華人民共和國境內的故事。十年逐梦路是為迎接中共二十大而推出的纪录片。該紀錄片由国家广电总局策划、指导，上海广播电视台牵头联合中國各省市广电机构和社会制作机构共同制作。該紀錄片得到上海文化发展基金资助，並由上海广播电视台纪录片中心、百视通联合出品。孔祥东擔任紀錄片的鋼琴創作。十年逐梦路共8集，每集50分钟。該紀錄片於2022年10月1日起在东方卫视播出。

## 分集
| 集数   | 名称         | 首播日期      |
| ------ | ------------ | ------------- |
| 第一集 | 《守望家园》 | 2022年10月1日 |
| 第二集 | 《万物生长》 | 2022年10月2日 |
| 第三集 | 《文脉长传》 | 2022年10月3日 |
| 第四集 | 《创新匠心》 | 2022年10月4日 |
| 第五集 | 《晚霞满天》 | 2022年10月5日 |
| 第六集 | 《众志成城》 | 2022年10月6日 |
| 第七集 | 《无悔青春》 | 2022年10月7日 |
| 第八集 | 《幸福梦想》 | 2022年10月8日 |